# Włodzimierz Weselski

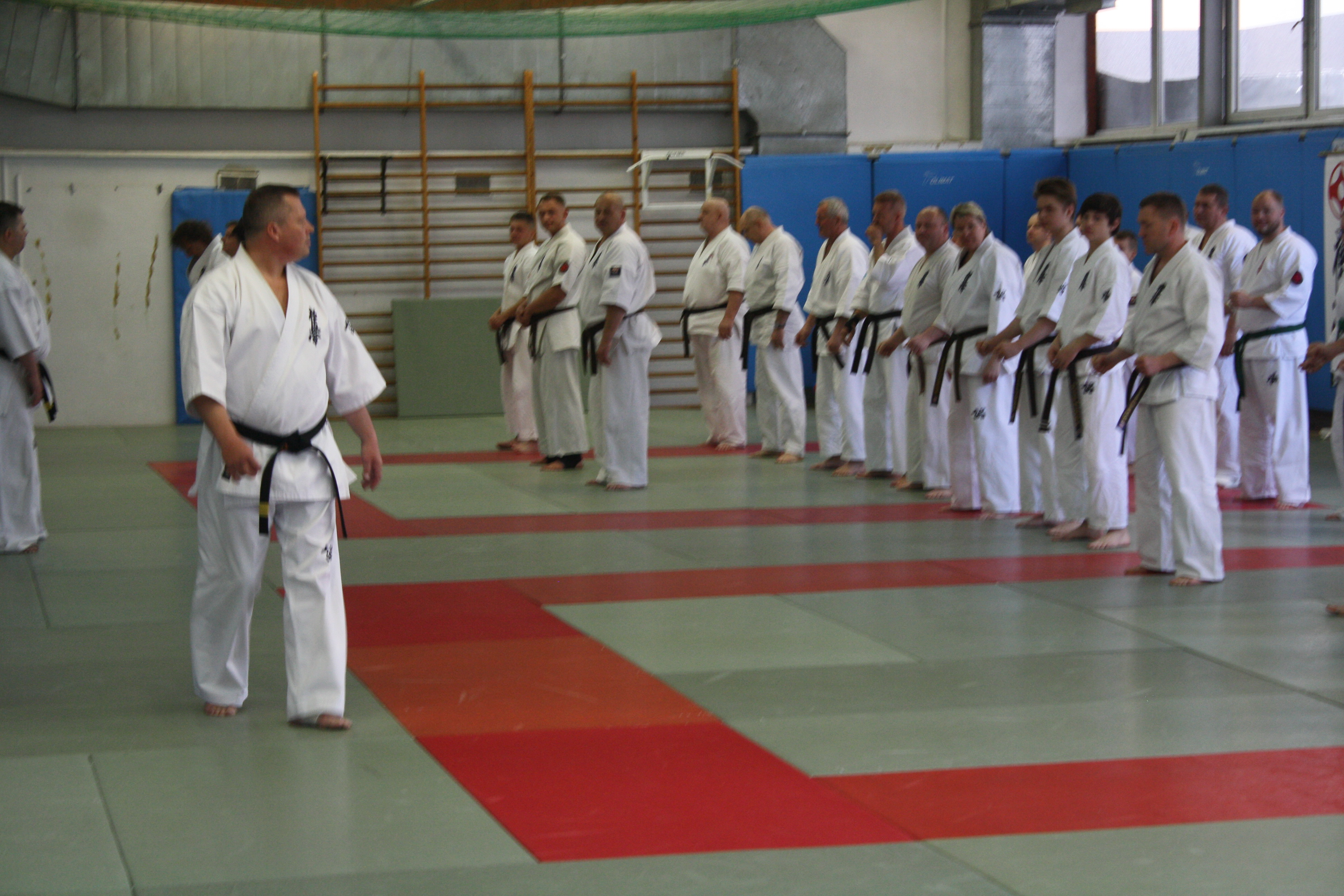
Shihan Włodzimierz Weselski

Włodzimierz Weselski (ur. 28 maja 1963 w Bolesławcu, zm. 18 marca 2023 w Zakopanem) – polski karateka stylu Kyokushin 7 dan. Trener Karate klasy Mistrzowskiej. 
Karate Kyokushinkai rozpoczął uprawiać w 1975 roku we Wrocławiu u sensei Jerzego Poznańskiego. Od 1990 roku Shihan W. Weselski szkolił się i podnosił swoje kwalifikacje u Tsutomu Wakiuchi 7 Dan, byłego ucznia osobistego Uchideshi (jap. 内弟子) Masutatsu Oyamy.
Weselski wyszkolił i przygotował wielu zawodników w stylu Karate Kyokushin, którzy odnieśli sukcesy w zawodach międzynarodowych między innymi: Sylwestra Sypienia, Agatę Pastuszkę, Roberta Comskiego, Mariusza Wojtkowiaka, Mariusza Cieślińskiego, Tomasza Skrzypka. Był wielokrotnym medalistą Mistrzostw Polski, Europy i Świata. W 2018 roku zdobył Wicemistrzostwo Świata w kategorii Masters w Osace.

## Członek kadry narodowej
Włodzimierz Weselski był wielokrotnym członkiem kadry narodowej powołanym przez Polską Organizację Kyokushin Karate w latach 1986, 1987, 1989, 1990, 1994, 1995, 1996, 1997, 1998, 1999, 2000, 2001, 2002, 2003, 2004, 2005, 2006, 2007, 2008, 2009.

## Wyniki
- 1979 – VII miejsce Międzynarodowy Turniej Wawelskiego, Kraków
- 1979 – III miejsce Turniej Karate Kyokushin, Jelenia Góra
- 1980 – III miejsce Turniej Karate Kyokushin, Jelenia Góra
- 1981 – II miejsce Turniej Karate Kyokushin, Jelenia Góra
- 1983 – II miejsce Puchar Polski
- 2002 – III miejsce Mistrzostwa Europy Open, Wrocław
- 2003 – V miejsce Mistrzostwa Europy Ореn, Baja
- 2004 – V miejsce Mistrzostwa Europy Open, Warszawa
- 2006 – III miejsce Mistrzostwa Europy Open, Mesyna
- 2007 – V miejsce Mistrzostwa Europy Open, Riesa
- 2007 – III miejsce Mistrzostwa Świata, Japonia
- 2008 – VII miejsce Mistrzostwa Świata Japonia
- 2018 – II miejsce Mistrzostwa Świata, Osaka, Japonia

## Stopnie dan
- 1 Dan – 1990 Mesyna Włochy
- 2 Dan – 1995 Mesyna Włochy
- 3 Dan – 2001 Papendal, Holandia
- 4 Dan – 2007 Papendal, Holandia
- 5 Dan – 2017 Kobe, Japonia
- 6 Dan - 2021 Zakopane, Polska (IKO Sonoda)
- 7 Dan - 2023 Japonia, przyznane pośmiertnie przez Kancho Naoyuki Sonoda